# Môlay
Môlay es una localidad y comuna francesa situada en la región de Borgoña, departamento de Yonne, en el distrito de Avallon y cantón de Noyers.

## Demografía
| 321 | 351 | 335 | 344 | 313 | 337 | 313 | 334 | 337 | 359 | 362 | 326 | 316 | 322 | 309 | 301 | 288 | 273 | 257 | 259 | 229 | 197 | 194 | 196 | 186 | 184 | 168 | 163 | 173 | 132 | 117 | 120 | 116 |
| Para los censos de 1962 a 1999 la población legal corresponde a la población sin duplicidades (Fuente: INSEE [Consultar]) |     |     |     |     |     |     |     |     |     |     |     |     |     |     |     |     |     |     |     |     |     |     |     |     |     |     |     |     |     |     |     |     |